# Patrizio Stronati
Patrizio Stronati (1994. november 17. –) cseh válogatott labdarúgó, hátvéd, a Puskás Akadémia játékosa.

## Pályafutása

### Klubcsapatokban
Pályafutását az FC Hlučínban kezdte, de utánpótláskorú labdarúgóként szerepelt a Zbrojovka Brno és az MFK Karviná csapataiban is. 2013 januárjában igazolt a Baník Ostravához, annak ellenére, hogy ebben az időszakban az olasz Parma is érdeklődött utána. 2013. április 15-én mutatkozott be a cseh élvonalban, a következő fordulóban pedig már a kezdőcsapatban kapott helyet. 2014. szeptember 27-én szerezte első gólját a bajnokságban, találatával a Baník 1-0-ra legyőzte a prágai Bohemianst.
2015 januárjában az Austria Wien játékosa lett, és bár hároméves szerződést írt alá a bécsi klubbal, alapemberré nem tudott válni a csapatban, ezért 2017 januárjában kölcsönben hazaigazolt, és a Mladá Boleslav játékosa lett. Kölcsönszerződésének lejárta után visszatért Ausztriába, majd miután ezt követően sem lett stabil csapattag, 2018 nyarán lejáró szerződését nem hosszabbította meg, hanem távozott a klubtól.
Ezt követően visszatért a Baníkhoz, amellyel négy évre szóló szerződést írt alá. Itt újból alapember lett, a 2020-2021-es szezonban 30, összességében 78 bajnokin lépett pályára a cseh első osztályban. 2021 nyarán a Puskás Akadémia játékosa lett.

### A válogatottban
Többszörös utánpótlás-válogatott, 2017-ben részt vett az U21-es Európa-bajnokságon.
2022. november 16-án a Feröer elleni barátságos mérkőzésen játszott először a cseh válogatottban, a 64. percben állt be csereként, és a 76. percben állította be az 5–0-s végeredményt.

### Mérkőzései a cseh válogatottban
| #  | Dátum                | Ellenfél     | Eredmény | Kiírás              | Esemény |
| -- | -------------------- | ------------ | -------- | ------------------- | ------- |
| 1. | 2022. november 16.   | Feröer       | 5 – 0    | barátságos mérkőzés | 64' 76' |
| 2. | 2022. november 19.   | Törökország  | 1 – 2    | barátságos mérkőzés | 90+1'   |
| 3. | 2023. június 20.     | Montenegró   | 4 – 1    | barátságos mérkőzés |         |
| 4. | 2023. szeptember 10. | Magyarország | 1 – 1    | barátságos mérkőzés |         |

## Családja
Csehországban született, édesapja olasz, édesanyja cseh származású.

## Sikerei, díjai
Puskás Akadémia
- NB I ezüstérmes: 2024–25
- NB I bronzérmes (2): 2021–22, 2023–24

## Statisztika

### A cseh válogatottban
| Csehország | Csehország | Csehország |
| Év         | Mérk.      | Gólok      |
| ---------- | ---------- | ---------- |
| 2022       | 2          | 1          |
| 2023       | 2          | 0          |
| Összesen   | 4          | 1          |